# 성 플로리아노 대성당
성 플로리아노 대성당의 공식 명칭은 성 미카엘 대천사와 성 플로리아노 순교자 주교좌 성당(폴란드어: Katedra Świętego Michała Archanioła i Świętego Floriana)이며, 폴란드 바르샤바 동쪽의 플로리안스카 삼거리에 있는 역사적인 랜드마크이다.
성 플로리아노 대성당의 첨탑은 높이가 75미터에 달하며 이 탑에 올라가면 프라가 지구 전체를 한눈에 내려다볼 수 있다. 성 플로리아노 대성당은 과거 러시아 제국이 폴란드를 식민 지배했을 때 항거하였던 폴란드인들의 중심지 역할을 하였다.